# Parlamentní volby v Maďarsku 2006

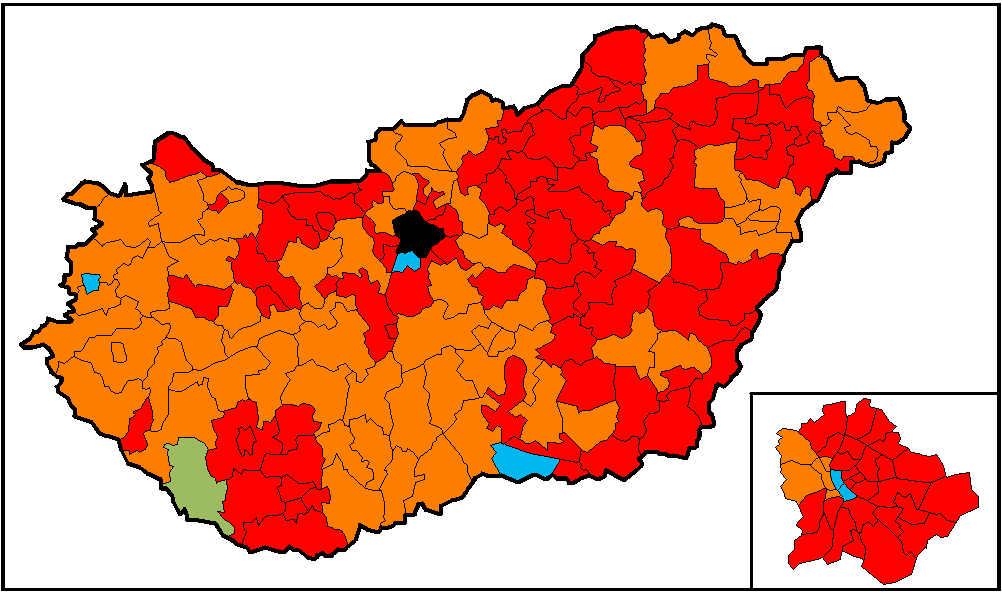
Výsledky voleb 2006:
MSZP
Fidesz-KDNP
SZDSZ
Somogyért Egyesület

Parlamentní volby v Maďarsku 2006 byly páté svobodné volby Maďarské republiky od pádu komunismu v roce 1989. První kolo voleb se konalo 9. dubna, druhé 23. dubna.

## Historie
Páté parlamentní volby provázela mohutná předvolební kampaň. Zatím nikdy se v historii třetí Maďarské republiky nestalo, že by dvě volební období za sebou vládla stejná strana. Obě nejsilnější strany MSZP a Fidesz si dělaly velké naděje na vítězství a volební kampaň obou dvou byla skutečně obrovská. Snad právě zatajování informací o stavu ekonomiky a slíbení snížení daní ze strany MSZP přispělo k jejímu vítězství. Největšího protikandidáta Fidesz-KDNP porazila o 26 křesel.

### Události po volbách

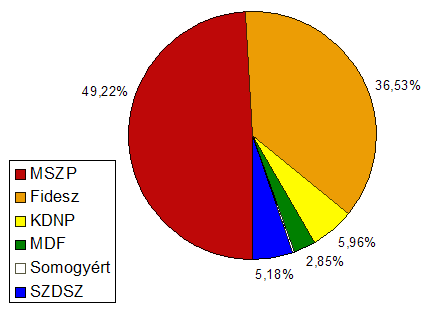
Graf voleb 2006

Několik měsíců po těchto volbách dne 17. září, se na veřejnost dostala audionahrávka z neveřejného projevu tehdejšího premiéra Ference Gyurcsánye (MSZP), na níž vulgárně přiznává, že v zájmu volebního úspěchu MSZP lhal o skutečném stavu maďarské ekonomiky a hospodářství. V reakci na to se zvedla obrovská vlna masivních protestů jak z řad opozice, tak z řad obyvatelstva. Od té doby začala popularita MSZP rekordně klesat.
V březnu 2008, došlo k rozchodu MSZP a SZDSZ, kvůli odvolání ministryně zdravotnictví Ágnes Horváth. MSZP poté sama vedla menšinovou vládu, která měla u občanů velkou nedůvěru kvůli špatné hospodářské situaci země. Ta se ještě zhoršila s dopadem hospodářské krize. Tehdejší premiér a předseda MSZP Ferenc Gyurcsány pod tímto tlakem umožnil, pomocí takzvaného konstruktivního hlasování o důvěře vládě, své odvolání dne 21. března 2009 a zvolení nestranného nástupce 14. dubna 2009 bez nutnosti konat předčasné volby, což vyvolalo značnou nevoli opozice. Vypsání předčasných voleb opakovaně požadoval lídr nejsilnější opoziční strany Fidesz Viktor Orbán a prezident republiky László Sólyom. Maďarsko má tedy nyní úřednickou vládu pod vedením nestraníka Gordona Bajnaie, od níž se očekává, že povede zemi až do termínu řádných voleb na jaře 2010.
Růst popularity opozičního Fideszu a Viktora Orbána se projevil již během voleb do Evropského parlamentu 2009, kdy Fidesz (v koalici s KDNP) získal 14 mandátů a hlavní rival MSZP jen 4 mandáty. Do parlamentu se také dostala krajně pravicová strana Jobbik se 3 mandáty a liberálně konzervativní MDF obhájilo svůj 1 mandát. Naopak pro SZDSZ hlasovalo jen 62 527 voličů a strana tak nedokázala obhájit své mandáty a do Evropského parlamentu se již nedostala.

### Volební účast
|        | 1. kolo  | 2. kolo   |
| ------ | -------- | --------- |
| Datum: | 9. duben | 23. duben |
| Účast: | 67,83%   | 64,39%    |

## Volební výsledky
Obě kola voleb skončila vítězstvím levicové MSZP. Stalo se tak poprvé od roku 1989, kdy dvě volební období za sebou byla stejná vládní strana. MSZP pokračovala ve vládní koalici s SZDSZ a premiérem zůstal Ferenc Gyurcsány (MSZP).

### Tabulka
| Strana                                 | Počet hlasů v číslech (I. kolo) | Počet hlasů v procentech (I. kolo) | Počet hlasů v číslech (II. kolo) | Počet hlasů v procentech (II. kolo) | Počet mandátů v číslech | Počet mandátů v procentech | Úloha v parlamentu                                     |
| -------------------------------------- | ------------------------------- | ---------------------------------- | -------------------------------- | ----------------------------------- | ----------------------- | -------------------------- | ------------------------------------------------------ |
| Magyar Szocialista Párt (MSZP)         | 2 336 705                       | 43,21%                             | 1 510 358                        | 46,63%                              | 190 (186+4)1            | 49,22%1                    | Vláda                                                  |
| Fidesz-KDNP                            | 2 272 979                       | 42,03%                             | 1 511 176                        | 46,65%                              | 164 (141+23)2           | 42,49%                     | Opozice                                                |
| Szabad Demokraták Szövetsége (SZDSZ)   | 340 746                         | 6,31%                              | 64 501                           | 1,99%                               | 20 (18+2)3              | 5,18%3                     | Vláda Opozice (od 1. května 2008)                      |
| Magyar Demokrata Fórum (MDF)           | 272 831                         | 5,04%                              | 16 355                           | 0,50%                               | 11                      | 2,85%                      | Opozice Nezávislí (od 20. března 2009)                 |
| Somogyért Egyesület                    | 9 457                           | 0,18%                              | 13 801                           | 0,31%                               | 1                       | 0,26%                      | Nezávislí Vláda (od 15. května 2008 do 15. dubna 2009) |
| MSZP-SZDSZ és SZDSZ-MSZP               | 155 619                         | 2,86%                              | 72 515                           | 2,23%                               |                         |                            | 4 MSZP (vláda) 2 SZDSZ (opozice)                       |
| MIÉP – Jobbik a Harmadik Út            | 119 007                         | 2,20%                              | 231                              | 0,01%                               | —                       | —                          | Mimo parlament                                         |
| MDF-SZSZB, MDF-MNYP és MDF-Fidesz-KDNP | 48 947                          | 1,00%                              | 36 669                           | 1,13%                               | —                       | —                          | Mimo parlament                                         |
| Ostatní strany                         | 54 916                          | 1,01%                              | —                                | —                                   | —                       | —                          | Mimo parlament                                         |
| Nezávislí kandidáti                    | 18 054                          | 0,33%                              | 13 598                           | 0,42%                               | —                       | —                          | Mimo parlament                                         |
| Celkem                                 | 5 408 050                       | 100%                               | 3 225 636                        | 100%                                | 386                     | 100%                       | —                                                      |

1: MSZP získala 186 mandátů + 4 ze společné kandidátky MSZP-SZDSZ és SZDSZ-MSZP.

2: Společná kandidátka Fidesz-KDNP (Fidesz = 141 a KDNP = 23).

3: SZDSZ získala 18 mandátů + 2 ze společné kandidátky MSZP-SZDSZ és SZDSZ-MSZP.